# 단양 금굴 유적
단양 금굴 유적(丹陽 금굴 遺蹟)은 충청북도 단양군 단양읍 도담리에 있는, 전기구석기부터 청동기시대에 이르는 거의 모든 시기의 유물층이 발견되어 각 문화층의 성격을 찾아볼 수 있는 유적이다. 1994년 12월 30일 충청북도의 기념물 제102호로 지정되었다.

## 개요
우리나라에서 가장 오래된 구석기 문화 유적으로 전기구석기부터 청동기시대에 이르는 거의 모든 시기의 유물층이 발견되어 각 문화층의 성격을 찾아볼 수 있다.
1980년 충주댐 건설로 인한 수몰지역에 실시된 문화유적 지표조사에서 구석기시대의 동굴유적임이 확인되었다. 이후 3차례에 걸친 발굴조사 결과 구석기시대부터 청동기시대까지 여러 시기에 걸쳐 문화가 형성되었음이 밝혀졌으며, 출토된 유물을 통해 구석기시대 문화가 중심을 이루고 있음을 알 수 있다. 동굴의 규모는 입구 높이 8m, 넓이 7∼10m이며 확인된 동굴의 길이 85m이다.
선사시대 문화층이 차례로 모두 나타나는 드문 예의 동굴로서, 당시 사람들이 여러시기에 걸쳐 고루 살았던 흔적이 잘 나타나고 있는 유적이다

## 참고 자료
- 단양 금굴 유적 - 국가유산청 국가유산포털